# Independent Spirit Awards 2015
31. ročník udílení Independent Spirit Awards se konal 27. února 2015 v Santa Monice v Kalifornii. Večer moderovali Kate McKinnonová a Kumail Nanjiani. Nominace byly vyhlášeny dne 24. listopadu 2015.

## Nominace
| Nejlepší film | Nejlepší režie |
| --- | --- |
| Spotlight - Anomalisa - Bestie bez vlasti - Carol - Transdarinka | Tom McCarthy – Spotlight - Sean Baker – Transdarinka - Cary Joji Fukunaga – Bestie bez vlasti - Todd Haynes – Carol - Charlie Kaufman a Duke Johnson – Anomalisa - David Robert Mitchell – Neutečeš |
| Nejlepší herec v hlavní roli | Nejlepší herečka v hlavní roli |
| Abraham Attah – Bestie bez vlasti - Christopher Abbott – James White - Ben Mendelsohn – Hazardní hráči - Jason Segel – Konec šňůry - Koudous Seihon – Mediterranea              | Brie Larson – Room - Cate Blanchett – Carol - Rooney Mara – Carol - Bel Powley – Deník puberťačky - Kitana Kiki Rodriguez – Transdarinka                                                            |
| Nejlepší herec ve vedlejší roli | Nejlepší herečka ve vedlejší roli |
| Idris Elba – Bestie bez vlasti - Kevin Corrigan – Results - Paul Dano – Love & Mercy - Richard Jenkins – Kosti a skalp - Michael Shannon – 99 Homes                             | Mya Taylor – Transdarinka - Robin Bartlett – H. - Marin Ireland – Poslední K.O. - Jennifer Jason Leigh – Anomalisa - Cynthia Nixonová – James White                                                 |
| Nejlepší scénář | Nejlepší první scénář |
| Tom McCarthy a Josh Singer – Spotlight - Charlie Kaufman – Anomalisa - Donald Margulies – Konec šňůry - Phyllis Nagy – Carol - S. Craig Zahler – Kosti a skalp                  | Emma Donoghue – Room - Jesse Andrews – Já, Earl a holka na umření - Joseph Carpignano – Mediterranea - Marielle Heller – Deník puberťačky - John Magary, Russell Harbaugh a Myna Joseph – The Mend  |
| Nejlepší první film | Nejlepší dokument |
| Deník puberťačky - James White - Manos Sucias - Mediterranea - Songs My Brothers Taught Me                                                                                      | Podoba ticha - Best of Enemies - Psí srdce - Meru - Ruský datel - (T)ERROR |
| Nejlepší kamera | Nejlepší střih |
| Edward Lachman – Carol - Cary Joji Fukunaga – Bestie bez vlasti - Michael Gioulakis – Neutečeš - Reed Morano – Meadowland - Joshua James Richards – Songs My Brothers Taught Me | Tom McArdle – Spotlight - Ronald Bronstein a Benny Safdie – Buh ví, co - Nathan Nugent – Room - Julio C. Perez IV – Neutečeš - Kristan Sprague – Manos Sucias                                       |
| Nejlepší cizojazyčný film | Ocenění Johna Cassavetese |
| Saulův syn • Maďarsko - Objetí hada • Kolumbie - Holčičí parta • Francie - Mustang • Francie/Turecko - Holub seděl na větvi a rozmýšlel o životě • Švédsko                      | Krisha - Advantageous - Christmas, Again - Buh ví, co - Out of My Hand |
| Nejlepší obsazení | |
| Spotlight | |